# История советских органов госбезопасности

## ВЧК (1917—1922)
6 (19) декабря 1917 года Совет народных комиссаров (Совнарком, СНК) рассмотрел вопрос о возможности антибольшевистской забастовки служащих для выяснения возможности борьбы с такой забастовкой «самыми энергичными революционными мерами». На пост председателя комиссии была предложена кандидатура Феликса Дзержинского.
7 (20) декабря 1917 Дзержинский на заседании Совнаркома сделал доклад о задачах и правах комиссии. В своей деятельности она, по мнению Дзержинского, должна была обращать внимание прежде всего на печать, «контрреволюционные партии» и саботаж. Её надлежало наделить довольно широкими правами: производить аресты и конфискации, выселять и арестовывать преступные элементы, лишать продовольственных карточек, публиковать списки врагов народа, вести активную борьбу с криминалом. Совнарком во главе с Лениным, заслушав Дзержинского, с его предложениями по наделению нового органа чрезвычайными полномочиями согласился.
Таким образом, 7 (20) декабря 1917 постановлением СНК РСФСР была образована Всероссийская чрезвычайная комиссия при СНК по борьбе с контрреволюцией и саботажем (ВЧК). С 22 декабря 1917 по март 1918 г. ВЧК располагалась в Петрограде на Гороховой ул., д. 2 (ныне — Музей политической полиции России).
С июля по август 1918 года обязанности председателя ВЧК временно исполнял Я. Х. Петерс; 22 августа 1918 года к руководству ВЧК вернулся Ф. Э. Дзержинский.
С августа 1918 года ВЧК именовалась Всероссийской чрезвычайной комиссией при СНК по борьбе с контрреволюцией, спекуляцией и преступлениями по должности.
Были созданы областные (губернские) чрезвычайные комиссии, особые отделы по борьбе с контрреволюцией и шпионажем в Красной Армии, железнодорожные отделы ЧК и т. д. Органы ВЧК осуществляли красный террор.
20 декабря 1920 года был организован Иностранный отдел (ИНО) ВЧК, который возглавил Яков Христофорович Давыдов (Давтян).
В феврале 1918 года сотрудники ВЧК получили право расстреливать преступников на месте преступления согласно декрету «Отечество в опасности!».
Высшую меру разрешено было применять в отношении «неприятельских агентов, спекулянтов, громил, хулиганов, контрреволюционных агитаторов, германских шпионов», а позднее «всех лиц, прикосновенных к белогвардейским организациям, заговорам и мятежам»

## ГПУ при НКВД РСФСР (1922—1923)
Период с 1921 по 1922 год — время реорганизации ВЧК и преобразования в ГПУ связывают с изменившейся обстановкой и переходом к НЭПу. По мнению С. В. Леонова, главным из факторов реорганизации ВЧК в ГПУ был международный — подготовка советского руководства к участию в Генуэзской конференции.
6 февраля 1922 года ВЦИК РСФСР принял постановление об упразднении ВЧК и образовании Государственного политического управления (ГПУ) при Народном комиссариате внутренних дел (НКВД) РСФСР. Войска ВЧК были преобразованы в войска ГПУ. Таким образом, управление органами милиции и госбезопасности было передано одному ведомству.
Термин «ГПУ» по отношению к советским органам госбезопасности использовался в зарубежной и эмигрантской печати (в том числе пропагандистского характера) даже после переименования ГПУ в ОГПУ и дальнейшего вхождения ОГПУ в состав НКВД. В 1940 году в нацистской Германии был снят фильм «ГПУ», где этот термин расшифровывался как «Гибель, Паника, Ужас» (Grauen, Panik, Untergang).

## ОГПУ (1923—1934)
После образования СССР Президиум ЦИК СССР 15 ноября 1923 года принял постановление о создании Объединённого государственного политического управления (ОГПУ) при СНК СССР и утвердил «Положение об ОГПУ СССР и его органах». До этого ГПУ союзных республик (там, где они были созданы) существовали как самостоятельные структуры, при наличии единой союзной исполнительной власти. Наркоматы внутренних дел союзных республик освобождались от функций обеспечения государственной безопасности.
9 мая 1924 года Президиум ЦИК Союза ССР принимает постановление о расширении прав ОГПУ в целях борьбы с бандитизмом, которым предусматривалось подчинение в оперативном отношении ОГПУ СССР и его подразделениям на местах органов милиции и уголовного розыска.
Этим постановлением, кроме значительного расширения полномочий органов ОГПУ в сфере внесудебных репрессий, подчинялись ОГПУ и его местным органам в оперативном отношении местные органы милиции и уголовного розыска. Так начался процесс слияния органов государственной безопасности и органов внутренних дел.
15 декабря 1930 года в связи с ликвидацией наркоматов внутренних дел союзных и автономных республик ЦИК и СНК СССР приняли постановление «О руководстве органами ОГПУ деятельностью милиции и уголовного розыска», на основе которого ОГПУ и его местные органы получили право назначать, перемещать и увольнять работников милиции и уголовного розыска, а также использовать в своих целях их гласный состав и негласную агентурную сеть.
С начала 1930-х годов органы ОГПУ начали проведение массовых политических репрессий.
Председателем ГПУ и ОГПУ до конца своей жизни (20 июля 1926) оставался Ф. Э. Дзержинский, которого сменил В. Р. Менжинский, возглавлявший ОГПУ до своей смерти 10 мая 1934. Затем ОГПУ до его реформирования фактически возглавлял заместитель председателя Г. Г. Ягода.

## НКВД — НКГБ СССР (1934—1943)
10 июля 1934 года ЦИК СССР принял постановление «Об образовании общесоюзного Народного комиссариата внутренних дел СССР», в состав которого вошло ОГПУ СССР, преобразованное в Главное управление государственной безопасности (ГУГБ) НКВД СССР.
С 1934 по 1936 год НКВД руководил Г. Г. Ягода. С 1936 по 1938 год НКВД возглавлял Н. И. Ежов, с ноября 1938 до декабря 1945 года руководителем НКВД был Л. П. Берия.
1 марта 1941 года НКВД СССР был разделен на два самостоятельных органа: НКВД СССР и Народный комиссариат государственной безопасности (НКГБ) СССР. В июле 1941 года НКГБ СССР и НКВД СССР вновь были слиты в единый наркомат — НКВД СССР. Наркомом государственной безопасности был бывший руководитель ГУГБ В. Н. Меркулов.

## НКГБ — МГБ СССР (1943—1953)
В апреле 1943 года из НКВД вновь был выделен НКГБ СССР. Скорее всего, 19 апреля 1943 года было создано Главное управление контрразведки «СМЕРШ»
15 марта 1946 года согласно Закону СССР «О преобразовании Совета Народных Комиссаров СССР в Совет Министров СССР и Советов Народных Комиссаров союзных и автономных республик — в Советы Министров союзных и автономных республик» НКГБ СССР был переименован в Министерство государственной безопасности (МГБ) СССР.
В 1947 году создан Комитет информации (КИ) при Совете Министров СССР, в феврале 1949 года преобразованный в КИ при Министерстве иностранных дел СССР.
Затем разведку вновь вернули в систему органов госбезопасности: в январе 1952 года организовано Первое Главное управление (ПГУ) МГБ СССР.
7 марта 1953 года было принято решение об объединении Министерства внутренних дел (МВД) СССР и МГБ СССР в единое МВД СССР. Через 8 дней были приняты соответствующие законодательные акты.

## НКГБ — МГБ РСФСР (1941, 1943—1953)
5 апреля 1941 года в результате внесения поправок в Конституцию РСФСР был образован Народный Комиссариат государственной безопасности РСФСР. В июле 1941 года был упразднён, но в апреле 1943 года вновь создан .
15 марта 1946 года согласно Закону СССР «О преобразовании Совета Народных Комиссаров СССР в Совет Министров СССР и Советов Народных Комиссаров союзных и автономных республик — в Советы Министров союзных и автономных республик» НКГБ РСФСР был переименован в Министерство государственной безопасности (МГБ) РСФСР. 13 марта 1948 года были внесены соответствующие изменения в Конституцию РСФСР. 1 апреля 1953 года упразднено в результате объединения с МВД РСФСР.

## КГБ СССР (1954—1991)
13 марта 1954 года создан Комитет государственной безопасности (КГБ) при Совете Министров СССР (с 5 июля 1978 года — КГБ СССР).
Только за три года с 1953 по 1955 год общая штатная численность органов госбезопасности была сокращена на 52 %.

## КГБ РСФСР (1955—1965)
С 26 марта 1955 года по 17 декабря 1965 года существовал Комитет государственной безопасности при Совете Министров РСФСР.

## Воссоздание российских органов госбезопасности (май 1991)
6 мая 1991 года председатель Верховного Совета РСФСР Б. Н. Ельцин и председатель КГБ СССР В. А. Крючков подписали протокол об образовании, в соответствии с решением Съезда народных депутатов РСФСР, отдельного Комитета государственной безопасности РСФСР (КГБ РСФСР), имевшего статус союзного-республиканского государственного комитета. До осени 1991 года штат воссозданного комитета составлял несколько человек, однако по мере ликвидации КГБ СССР его полномочия и численность начали расти.
26 ноября 1991 года Президент РСФСР Б. Н. Ельцин подписал указ о преобразовании КГБ РСФСР в Агентство федеральной безопасности РСФСР (АФБ РСФСР).
19 декабря 1991 года Президент РСФСР Б. Н. Ельцин подписал Указ «Об образовании Министерства безопасности и внутренних дел РСФСР» (МБВД). При этом упразднялись Министерство внутренних дел СССР, Министерство внутренних дел РСФСР и Агентство федеральной безопасности РСФСР. 14 января 1992 года Конституционный суд РСФСР признал этот указ не соответствующим Конституции РСФСР и в связи с этим отменил его. Соответственно, оказались восстановленными Агентство федеральной безопасности РСФСР и Министерство внутренних дел РСФСР.
24 января 1992 года президент РСФСР Б. Н. Ельцин подписал указ об образовании Министерства безопасности Российской Федерации (МБР) на базе упраздняемого Агентства федеральной безопасности РСФСР.

## Разделение КГБ и распад СССР (август 1991 — январь 1992)
22 октября 1991 года постановлением Государственного Совета СССР № ГС-8 Комитет государственной безопасности СССР был разделён на Межреспубликанскую службу безопасности (МСБ), Центральную службу разведки СССР (ЦСР) и Комитет по охране государственной границы СССР. Чуть ранее (в августе—сентябре) из него также были выделены подразделения правительственной связи (создан Комитет правительственной связи СССР) и правительственной охраны. 3 декабря 1991 года президент СССР М. С. Горбачёв подписал принятый неконституционным Советом Республик Верховного Совета СССР Закон «О реорганизации органов государственной безопасности», таким образом окончательно закрепив ликвидацию КГБ.
19 декабря 1991 года президент РСФСР Б. Н. Ельцин подписал постановление российского правительства и указ, в соответствии с которыми Межреспубликанская служба безопасности упразднялась, а её материально-техническая база передавалась создаваемому Министерству безопасности и внутренних дел РСФСР. Однако из-за протеста Верховного Совета РСФСР новое министерство так и не было создано. 24 января 1992 года МСБ СССР была упразднена повторно президентом РСФСР, её инфраструктура была передана создаваемому Министерству безопасности Российской Федерации (МБР).
24 декабря 1991 года на базе комитетов правительственной связи СССР и РСФСР создано Федеральное агентство правительственной связи и информации при Президенте РСФСР (ФАПСИ).
18 декабря 1991 года на базе Центральной службы разведки СССР была создана Служба внешней разведки Российской Федерации.
Комитет по охране государственной границы СССР просуществовал до октября 1992 года, однако пограничными войсками руководил только до июня 1992 года. 12 июня 1992 года указом президента № 620 были созданы Пограничные войска Российской Федерации (в составе Министерства безопасности Российской Федерации).
Органы правительственной охраны после ряда реорганизаций к январю 1992 года были объединены под руководством Главного управления охраны Российской Федерации и Службы безопасности Президента Российской Федерации.